# 苏平凡
苏平凡（1940年4月—2005年1月15日），男，湖南新化人，中华人民共和国政治人物，曾任安徽省人大常委会副主任，中共十四大、十五大代表，中共安徽省第六届委员会委员，安徽省第七、八、九、十届人大代表。

## 生平
1958年9月至1962年9月在皖南大学（现安徽师范大学）物理系学习，毕业后在合肥市第一中学任教。1969年4月，任安徽省颍上县革委会、县“三代会”工作人员。1971年11月，任马鞍山市第一中学教师。1977年4月加入中国共产党。1978年4月，任马鞍山市师范学校教导处副主任。1979年10月，历任马鞍山市教育局教研室副主任、主任、副局长。1983年5月，任马鞍山市人民政府副市长。1985年8月，任安徽省广播电视厅厅长。1986年4月，任安徽省委宣传部副部长。1988年11月，任马鞍山市委书记。1998年1月，任安徽省人大常委会副主任、党组成员、党组副书记。
2005年1月15日，率团出访期间因突发脑溢血在澳大利亚达尔文市逝世，享年65岁。